# NWHL 2005/06
Die Saison 2005/06 war die achte Spielzeit der National Women’s Hockey League (NWHL), der höchsten kanadischen Spielklasse im Fraueneishockey zu dieser Zeit. Die Montréal Axion besiegten im Meisterschaftsfinale die Brampton Thunder mit 1:0 und sicherten sich damit ihren ersten Meistertitel in der NWHL.
Aufgrund der Austragung der Olympischen Winterspiele 2006 im italienischen Turin fand ein Großteil der Saison ohne die heimischen Topspielerinnen der Vorjahre statt, da sich diese mit dem kanadischen Eishockeyverband Hockey Canada außerhalb des Spielbetriebs in einem gesonderten Vorbereitungsprogramm auf das olympische Eishockeyturnier befanden.

## Teilnehmer
An der NWHL nahmen in der Saison 2005/06 die gleichen sieben Teams wie in der Vorsaison teil: Die Central Division bestand weiterhin aus den Toronto Aeros, Brampton Thunder, Oakville Ice und den Durham Lightning. In der Eastern Division spielten erneut die Ottawa Raiders, Montréal Axion und die Avalanche du Québec.

## Reguläre Saison
Die reguläre Saison begann am 17. September 2005 und endete am 5. März 2006.

### Eastern Division
| Pl. | Mannschaft       | Sp | S  | U | OTN | N  | Tore    | Punkte |
| --- | ---------------- | -- | -- | - | --- | -- | ------- | ------ |
| 1.  | Ottawa Raiders   | 36 | 21 | 4 | 3   | 8  | 122:077 | 49     |
| 2.  | Montréal Axion   | 36 | 14 | 3 | 2   | 17 | 100:122 | 33     |
| 3.  | Québec Avalanche | 36 | 4  | 2 | 2   | 28 | 058:135 | 12     |

Abkürzungen: Pl. = Platz, Sp = Spiele, S = Siege, U = Unentschieden, OTN = Niederlagen nach Verlängerung (Overtime), N = Niederlagen

Erläuterungen: Für das Play-off-Finale qualifiziert

### Central Division
| Pl. | Mannschaft       | Sp | S  | U | OTN | N  | Tore    | Punkte |
| --- | ---------------- | -- | -- | - | --- | -- | ------- | ------ |
| 1.  | Durham Lightning | 36 | 23 | 5 | 2   | 6  | 107:074 | 53     |
| 2.  | Brampton Thunder | 36 | 19 | 5 | 0   | 12 | 113:097 | 43     |
| 3.  | Oakville Ice     | 36 | 20 | 1 | 1   | 14 | 118:100 | 42     |
| 4.  | Toronto Aeros    | 36 | 13 | 4 | 2   | 17 | 114:127 | 32     |

Abkürzungen: Pl. = Platz, Sp = Spiele, S = Siege, U = Unentschieden, OTN = Niederlagen nach Verlängerung (Overtime), N = Niederlagen

Erläuterungen: Direkt für das Play-off-Finale qualifiziert, Für das Play-off-Halbfinale qualifiziert

### Statistik

#### Beste Scorerinnen
Quelle: pointstreak.com; Abkürzungen: Sp = Spiele, T = Tore, V = Assists, Pkt = Punkte, SM = Strafminuten; Fett: Saisonbestwert
| Spieler           | Mannschaft       | Sp | T  | V  | Pkt | SM  |
| ----------------- | ---------------- | -- | -- | -- | --- | --- |
| Sommer West       | Toronto Aeros    | 36 | 28 | 27 | 55  | 68  |
| Beth Depratto     | Ottawa Raiders   | 35 | 22 | 31 | 53  | 16  |
| Kristy Zamora     | Brampton Thunder | 36 | 25 | 24 | 49  | 10  |
| Annie Desrosiers  | Montréal Axion   | 33 | 25 | 20 | 45  | 60  |
| Lori Dupuis       | Brampton Thunder | 34 | 17 | 24 | 41  | 56  |
| Carly Haggard     | Oakville Ice     | 36 | 26 | 13 | 39  | 52  |
| Erica Olson       | Ottawa Raiders   | 36 | 18 | 21 | 39  | 50  |
| Teresa Marchese   | Durham Lightning | 35 | 17 | 22 | 39  | 78  |
| Lisa-Marie Breton | Montréal Axion   | 35 | 16 | 23 | 39  | 62  |
| Karen Droog       | Brampton Thunder | 34 | 22 | 16 | 38  | 40  |
| Jesse Scanzano    | Montréal Axion   | 36 | 13 | 22 | 35  | 106 |
| Joanne Eustace    | Durham Lightning | 35 | 16 | 18 | 34  | 46  |
| Hanae Kubo        | Oakville Ice     | 36 | 15 | 19 | 34  | 14  |

#### Beste Torhüterinnen
Quelle: pointstreak.com; Abkürzungen: Sp = Spiele, Min = Eiszeit (in Minuten), S = Siege, U = Unentschieden, N = Niederlagen, GT = Gegentore, SO = Shutouts, GTS = Gegentorschnitt; Fett: Saisonbestwert
| Spieler             | Mannschaft       | Sp | Min     | S  | U | N  | GT  | GTS  | SO | Svs  | Sv%  |
| ------------------- | ---------------- | -- | ------- | -- | - | -- | --- | ---- | -- | ---- | ---- |
| Robyn Rittmaster    | Ottawa Raiders   | 27 | 1576:51 | 17 | 4 | 6  | 47  | 1,79 | 6  | 784  | 94,3 |
| Desirae Clark       | Durham Lightning | 28 | 1715:46 | 17 | 5 | 6  | 56  | 1,96 | 4  | 856  | 93,9 |
| Cindy Eadie         | Brampton Thunder | 19 | 1156:05 | 10 | 3 | 6  | 42  | 2,18 | 2  | 571  | 93,1 |
| Tania Pinelli       | Oakville Ice     | 30 | 1731:23 | 16 | 1 | 12 | 76  | 2,63 | 4  | 851  | 91,8 |
| Lisa Moreland       | Brampton Thunder | 15 | 0912:44 | 8  | 2 | 5  | 45  | 2,96 | 0  | 418  | 90,3 |
| Mandy Cronin        | Toronto Aeros    | 24 | 1367:18 | 9  | 3 | 10 | 68  | 2,98 | 1  | 674  | 90,8 |
| Jennifer Lavigne    | Montréal Axion   | 35 | 2035:49 | 13 | 3 | 19 | 106 | 3,12 | 1  | 1055 | 90,9 |
| Marie-Andree Joncas | Québec Avalanche | 23 | 1393:58 | 2  | 2 | 19 | 80  | 3,44 | 0  | 832  | 91,2 |
| Nicolette Franck    | Toronto Aeros    | 14 | 0757:42 | 4  | 1 | 8  | 57  | 4,51 | 0  | 351  | 86,0 |

## Play-offs
Die Play-offs innerhalb der Divisionen begannen am 18. März 2006 und wurden im Modus Best of Three ausgespielt.
|  | Division Halbfinale | Division Halbfinale | Division Halbfinale |                |                  | Division Finale  | Division Finale | Division Finale |  |  | Champions Cup | Champions Cup | Champions Cup |
|  |                     |                     |                     |                |                  |                  |                 |                 |  |  |               |               |               |
|  |                     | Freilos             |                     |                |                  |                  |                 |                 |  |  |               |               |               |
|  |                     | Freilos             |                     |                |                  |                  |                 |                 |  |  |               |               |               |
|  |                     | E1                  | Ottawa Raiders      | 0              |                  |                  |                 |                 |  |  |               |               |               |
|  |                     |                     |                     | 0              |                  |                  |                 |                 |  |  |               |               |               |
|  |                     |                     | E2                  | Montréal Axion | 2                |                  |                 |                 |  |  |               |               |               |
|  |                     |                     |                     | Montréal Axion | 2                |                  |                 |                 |  |  |               |               |               |
|  |                     |                     |                     |                |                  | E2               | Montréal Axion  | 1               |  |  |               |               |               |
|  |                     | C2                  | Brampton Thunder    | 0              |                  |                  |                 |                 |  |  |               |               |               |
|  | C2                  | Brampton Thunder    | 2                   |                |                  |                  |                 |                 |  |  |               |               |               |
|  | C3                  | Oakville Ice        | 0                   |                |                  |                  |                 |                 |  |  |               |               |               |
|  | C3                  | Oakville Ice        | 0                   |                | C1               | Durham Lightning | 0               |                 |  |  |               |               |               |
|  |                     |                     |                     |                | C1               | Durham Lightning | 0               |                 |  |  |               |               |               |
|  |                     | C2                  | Brampton Thunder    | 2              |                  |                  |                 |                 |  |  |               |               |               |
|  | C1                  | C2                  | Brampton Thunder    | 2              | Durham Lightning |                  |                 |                 |  |  |               |               |               |
|  | C1                  |                     |                     |                |                  |                  |                 |                 |  |  |               |               |               |
|  |                     | Freilos             |                     |                |                  |                  |                 |                 |  |  |               |               |               |

### Central Division
Halbfinale
| 18. März 2006 19:30 Uhr | Brampton Thunder J. Hefford (11:32) K. Kauth (18:39) J. Hefford (33:12) V. Sunohara (50:16) V. Sunohara (50:32) | 5:1 (2:0, 1:0, 2:1) Spielbericht | Oakville Ice V. Hall (52:01) | Powerade Centre, Brampton |

| 19. März 2006 13:30 Uhr | Oakville Ice C. Haggard (12:23) B. Kellar (49:02) | 2:3 n. P. (1:2, 0:0, 1:0, 0:0, 0:1) Spielbericht Stand: 0:2 | Brampton Thunder J. Hefford (1:30) J. Hefford (13:38) | Oakville Ice Sports, Oakville |

Finale
| 1. April 2006 19:30 Uhr | Brampton Thunder V. Sunohara (0:07) K. Droog (13:48) K. Zamora (35:11) K. Kauth (43:54) N. Dosser (45:12) | 5:1 (2:0, 1:0, 2:1) Spielbericht | Durham Lightning A. Riggs (13:31) | Powerade Centre, Brampton |

| 2. April 2006 17:30 Uhr | Durham Lightning J. Denby (41:18) | 1:3 (0:1, 0:0, 1:2) Spielbericht Stand: 0:2 | Brampton Thunder V. Sunohara (18:20) V. Sunohara (46:27) J. Hefford (52:04) | Legends Centre, Oshawa |

### Eastern Division
| 18. März 2006 17:00 Uhr | Ottawa Raiders | 0:1 (0:0, 0:1, 0:0) Spielbericht | Montréal Axion L.-M. Breton (22:02) | Sandy Hill Arena, Ottawa |

| 19. März 2006 13:00 Uhr | Montréal Axion A. Desrosiers (0:16) A. Desrosiers (3:03) E. Pouliot (18:53) | 3:2 (3:1, 0:1, 0:0) Spielbericht Stand: 2:0 | Ottawa Raiders K. Antony (3:17) K. Antony (35:36) | Centre Étienne Desmarteau, Montreal |

### NWHL-Championship-Cup
Das Spiel um den NWHL Champions Cup wurde erneut im (ausverkauften) Powerade Centre in Brampton ausgetragen.
| 15. April 2006 16:00 Uhr | Montréal Axion L.-M. Breton (12:04) | 1:0 (0:0, 0:0, 1:0) Spielbericht | Brampton Thunder | Powerade Centre, Brampton Zuschauer: ca. 5.000 (ausverkauft) |

### Statistik

#### Beste Scorerinnen
Quelle: pointstreak.com; Abkürzungen: Sp = Spiele, T = Tore, V = Assists, Pkt = Punkte, SM = Strafminuten; Fett: Saisonbestwert
| Spieler            | Mannschaft       | Sp | T | V | Pkt | SM |
| ------------------ | ---------------- | -- | - | - | --- | -- |
| Nicole Dosser      | Brampton Thunder | 5  | 1 | 7 | 8   | 2  |
| Jayna Hefford      | Brampton Thunder | 5  | 5 | 2 | 7   | 10 |
| Vicky Sunohara     | Brampton Thunder | 5  | 5 | 2 | 7   | 2  |
| Kathleen Kauth     | Brampton Thunder | 5  | 2 | 2 | 4   | 4  |
| Annie Desrosiers   | Montréal Axion   | 3  | 2 | 2 | 4   | 2  |
| Lisa-Marie Breton  | Montréal Axion   | 3  | 2 | 1 | 3   | 4  |
| Allyson Fox        | Brampton Thunder | 5  | 0 | 3 | 3   | 2  |
| Caroline Ouellette | Montréal Axion   | 2  | 0 | 3 | 3   | 0  |

#### Beste Torhüterinnen
Quelle: pointstreak.com; Abkürzungen: Sp = Spiele, Min = Eiszeit (in Minuten), S = Siege, U = Unentschieden, N = Niederlagen, GT = Gegentore, SO = Shutouts, GTS = Gegentorschnitt; Fett: Saisonbestwert
| Spieler          | Mannschaft       | Sp | Min    | S | N | GT | GTS  | SO | Svs | Sv%  |
| ---------------- | ---------------- | -- | ------ | - | - | -- | ---- | -- | --- | ---- |
| Charline Labonté | Montréal Axion   | 3  | 180:00 | 3 | 0 | 2  | 0,67 | 2  | 90  | 97,8 |
| Cindy Eadie      | Brampton Thunder | 5  | 310:00 | 4 | 1 | 6  | 1,16 | 0  | 139 | 95,9 |
| Katie Germain    | Oakville Ice     | 1  | 070:00 | 0 | 1 | 2  | 1,71 | 0  | 40  | 95,2 |
| Robyn Rittmaster | Ottawa Raiders   | 2  | 120:00 | 0 | 2 | 4  | 2,00 | 0  | 71  | 94,7 |
| Desirae Clark    | Durham Lightning | 2  | 120:00 | 0 | 2 | 8  | 4,00 | 0  | 64  | 88,9 |